# 日本猟奇残虐事件簿 T電OL熟女陵辱殺人
日本猟奇残虐事件簿 T電OL熟女陵辱殺人（にっぽんりょうきざんぎゃくじけんぼ とうでんおおえるじゅくじょりょうじょくさつじん）は、実際に起こった を元に、エロかつグロかつドキュメンタリー風に描いた実録犯罪アダルト映画。
R-18指定（18禁）作品として、2005年にDVDで発売された。

## あらすじ
国立大学卒の高学歴で、昼間はエリートOLとして働き、夜は売春行為を繰り返していた中年女性。男達の欲望の奴隷になった彼女は、エリートサラリーマンや重役クラスの人間や政治家や官僚の裏の顔を知ってしまい、やがて悲劇が起こる…。

## 出演
- 安藤美里
- 川端美子

## スタッフ
- 監督 : 阿波一宇
- 脚本 : 阿波一宇
- 構成・編集 : 伊勢鱗太朗

## ソフトデータ
- メーカー : ルビー
- レーベル : グノーシス
- 収録時間 : 特典映像を含めて120分